# Hans Talhoffer
Hans Talhoffer – niemiecki mistrz sztuk walki z XV wieku, autor kilku podręczników (Fechtbücher) opisujących techniki fechtunku za pomocą miecza, sztyletu, broni drzewcowej, a także walki bez broni.

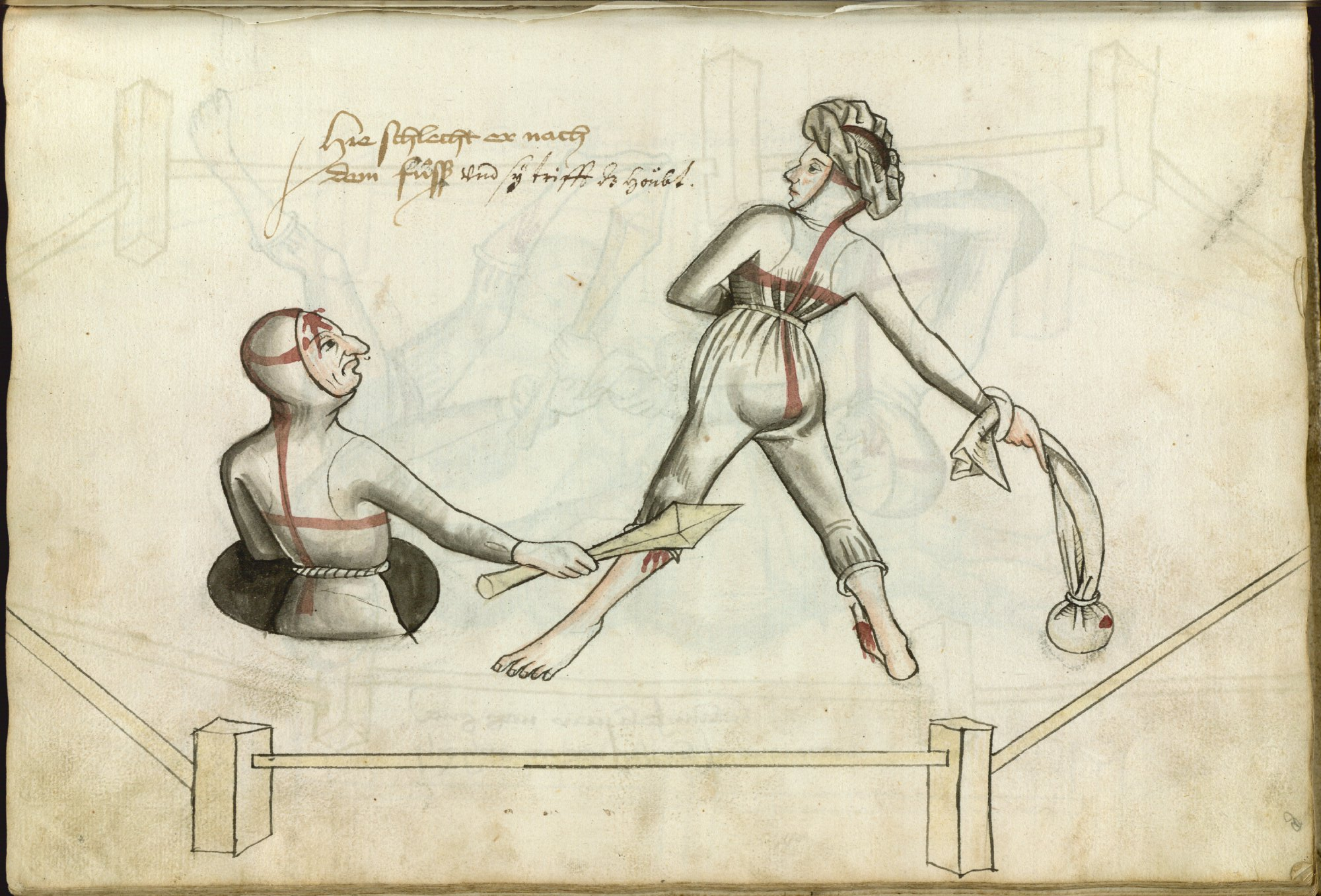
Ilustracja pojedynku sądowego między mężczyzną (stoi w dziurze w ziemi) a kobietą (Thott 1459, fol. 80r).

## Zachowane podręczniki
- (1) MS Chart. A 558, Gotha, 151 folia, 178 rycin, 41 stron tekstu, 1443.
- (2) HS XIX. 17-3, Königsegg, 73 folia, około 1450.
- (3) P 5342 B (Cod. Nr. 55 Ambras). Kopia (2)
- (4) 78 A 15, Berlin, 77 folia., przed 1459.
- (5) Thott 290 2, Kongelige Bibliothek, Copenhagen, Hans Talhoffers Alte Armatur und Ringkunst, 150 folia, 1459
- (6) Cod. icon. 394, 137 folia, 1467.
- (7) Cod. Vindob. Ser. Nov. 2978 276 folia, szesnastowieczna kopia (6).

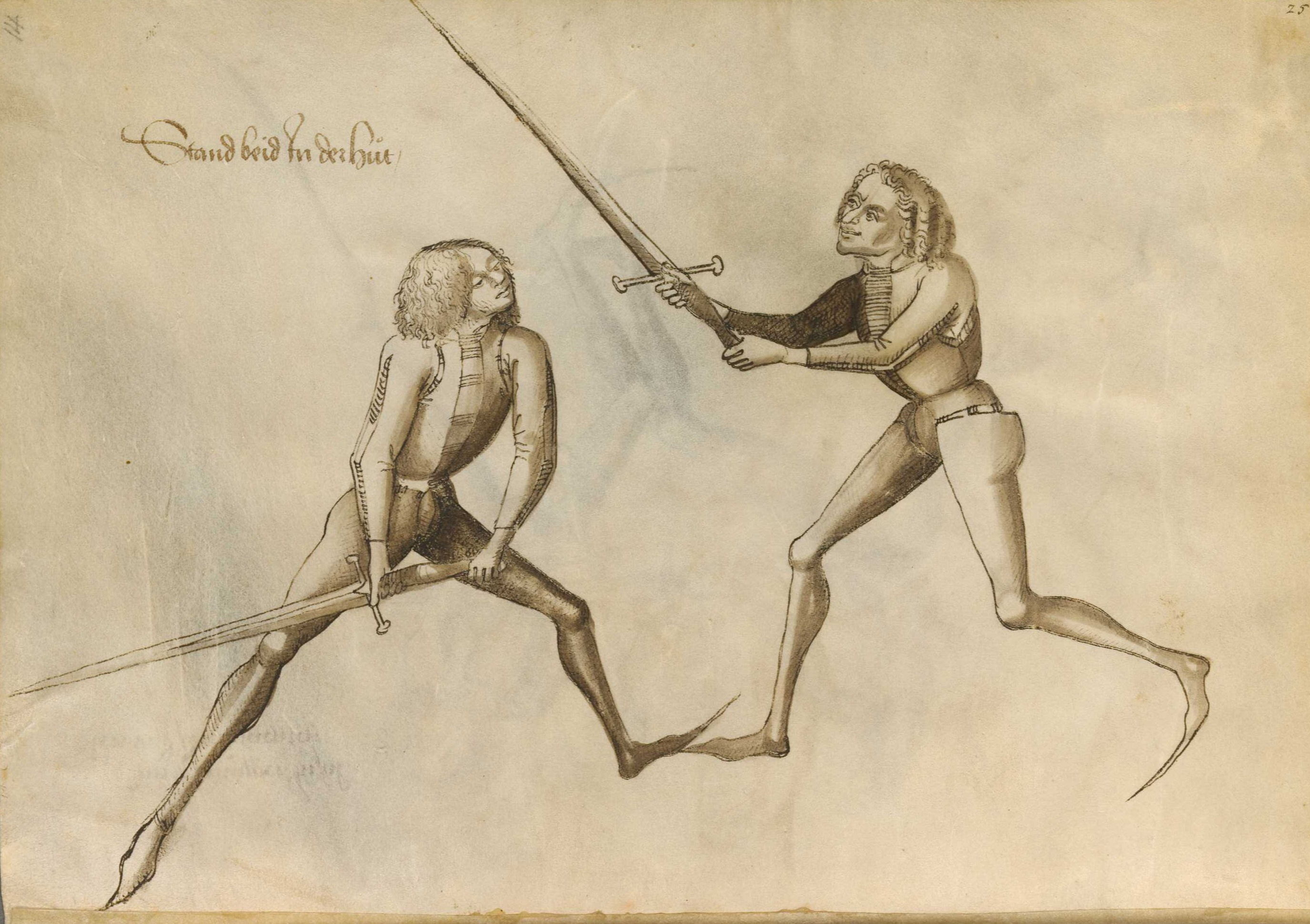
Dwóch wojowników w postawie szermierczej ("Stand beid in der Hut")